# Scînteia
A Scînteia (jelentése 'a szikra') a Román Kommunista Párt lapja volt 1931-től az 1989-es forradalomig. Utódlapja az Adevărul.

## Története
Az újság 1931. augusztus 15. és 1940. október 8. között illegálisan jelent meg, mintája a Lenin által alapított Iszkra című politikai lap volt, főszerkesztője a bolgár nemzetiségű Georgi Krosznev. A rendszertelenül kiadott újság, amelyet többnyire a munkások finanszíroztak, valamint a körülötte kialakult szervezői-terjesztői hálózat, a Prietenii Presei Proletare [a proletár sajtó barátai] fontos szerepet töltött be a párt fejlődésében. A címe eredetileg Scânteia volt, és az 1953-as helyesírási reform miatt lett Scînteia.
Első legális száma 1944. szeptember 21-én jelent meg. Kezdetben a munkatársai képzetlenek voltak, leszámítva Silviu Brucant, aki 1956-ig szerkesztőségi titkárként dolgozott. A kommunista hatalomátvételt követően az ország legfontosabb újságjává vált. A Lupta de clasă [Osztályharc], a későbbi Era socialistă [Szocialista korszak] mellett a Scînteia volt a kommunista rendszer ideológiájának legfőbb terjesztőjévé. 1951-ben 700 000 példányban adták ki. Vezércikkeit és politikai hírmagyarázatát szóról szóra átvette az Előre illetve a Neuer Weg is. A párt vezetői közül Gheorghe Gheorgiu-Dej és Ana Pauker visszajelzésekkel és javaslatokkal segítették az újság fejlődését. 
1961-ben, a lap első megjelenésének 30. évfordulója alkalmából az első szám dátumát, augusztus 15-ikét a román sajtó napjává nyilvánították.
Az 1980-as évek elején naponta 1,8 millió példányban jelent meg, három különböző minőségű papíron, aszerint, hogy külföldre, a párt központi bizottsága tagjainak részére vagy közönséges belföldi olvasóknak szánták.
Az 1989-es forradalom idején, december 21-én még közölte Nicolae Ceaușescu előző napi végig nem mondott beszédének a teljes szövegét, és a budapesti rádió Romániára vonatkozó „hazugságairól” cikkezett. December 22-én a lapnak két száma jelent meg; a reggeli, szokásos kiadás a szocializmus építésében elért eredményeket méltatta, és első oldalán egy Ceaușescu-beszédet közölt, a második, amelyet a pártvezér szökése után adtak ki, diadalmasan adott hírt a diktatúra bukásáról. December 23-án, a többi romániai sajtótermékhez hasonlóan címet váltott, új címe Scînteia poporului [A nép szikrája] lett, de még mindig a szocializmust hirdette. December 25-én vette fel az Adevărul [Az igazság] címet. A vezetőséget lecserélték, az újság munkatársai ugyanazok maradtak, mint a forradalom előtt.

### Főszerkesztői 1944 után
- Matei Socor (1944, egy napig)[13]
- Miron Constantinescu (1944–1947)[3][13]
- Sorin Toma(wd) (1947–1960)[3][14]
- Theodor Marinescu (1960–1965)[3]
- Dumitru Popescu(wd) (1965–1968)[3]
- Alexandru Ionescu (1968–1978)[3]
- Constantin Mitea (1978–1981)[3]
- Ion Cumpănașu(wd) (1981–1984)[3]
- Ion Mitran (1985–1989)[3]

## Szerkesztési elvei és tartalma
1936-ban a lap elítélte, hogy a liberális kormány, amely üldözi a kommunistákat, engedékenységet mutat a jobboldali fasiszta csoportok iránt. A második világháború kitörésekor – noha Románia akkor Németország szövetségese volt – így írt: „A romániai kommunisták megbélyegzik Hitler gyilkos agresszióját a lengyel nép ellen”.
1944 és 1951 között az Antonescu-rendszerről szóló cikkek domináltak, illetve a kommunistákkal egyet nem értő személyek, akiket a nép ellenségeiként bélyegeztek meg.
1949-ban a román görögkatolikus egyház megszüntetését követően az újság a vallásszabadságról értekezett: „A vallásszabadság tiszteletben tartásának egyik példája a görögkatolikus hívők visszatérése az ortodox egyházba. A népi demokratikus rendszer úgy vélte, hogy ez minden hívő lelkiismereti kérdése, és az állampolgárok a legteljesebb szabadsággal döntsenek felőle.”
Fontos szerepet játszott a kulturális élet tisztogatásában, elítélve a kommunista dogmákhoz nem csatlakozó alkotókat. 1946-ban Lucian Blagát, 1948-ban Tudor Arghezit gyakorlatilag kiiktatták az irodalmi életből.
1958–1959-től kezdve az újság – a moszkvai Izvesztyija mintájára – elkezdett változatosabb témájú (kultúra, mindennapi élet, külpolitika) cikkeket közölni. A változásoknak köszönhetően a lap jobb eredményeket ért el. Miután Nicolae Ceaușescu 1965-ben átvette a hatalmat, az újság ismét propagandisztikus jellegű lett. Nem törekedtek a tájékoztatásra, részigazságokat és hihető hazugságokat közöltek.
Bizonyos témák és szavak tilalom alá estek. Nem lehetett írni az olyan problémákról, amelyek a párt szerint már meg voltak oldva, például a nemzetiségi konfliktusokról. Nem lehetett írni az élelmiszerhiányról, a sorban állásról, a hidegről, bűnügyekről, korrupcióról. Tilos volt például a 'computer', 'karikagyűrű', 'temető', 'kereszt', 'úr' vagy 'hölgy' szavak használata. Az 1980-as évek második felében már alig-alig készültek helyszíni riportok.
Ceaușescu személyi kultusza idején a lap külön ünnep számot szentelt a pártvezető, illetve a felesége születésnapjának (január 26. illetve január 7). Ilyenkor fokozott gonddal ellenőrizték a nyomtatásra váró lapot, nehogy akaratlanul becsússzon egy akrosztichon, ami nevetségessé tehetné az ünnepeltet. A pártfőtitkár fényképe mindig fiatalos és mosolygós kellett legyen; idősebb korában is a hatvanadik születésnapja előtti stúdióképeket használtak.

## Olvasóközönsége

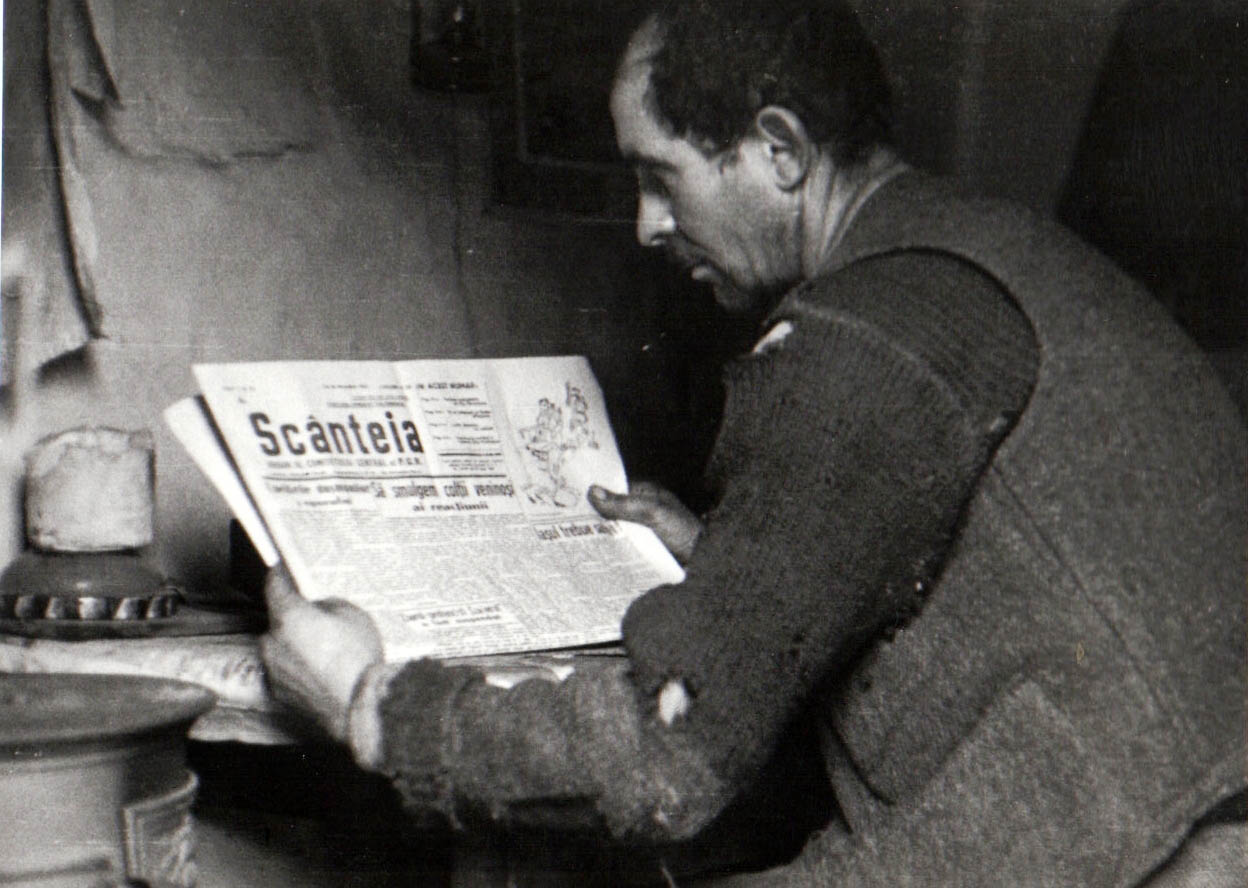
Újságot olvasó bányász, 1944

A gyárakban reggelente a munkások elolvasták a Scînteia vezércikkét, amellyel mind egyetértettek, és utána kezdték el a munkát. Így oltották be az ideológiát és a pártaktivisták bikkfanyelvét a munkásokba, és így befolyásolták, hogy mit gondoljanak a világról és a társadalomról. A lap kezdeti időszakában számos olyan olvasója volt a lapnak, aki korábban csak csomagolópapírként gondolt az újságokra.
A hadseregben szombat délelőttönként kötelező foglalkozás volt a Scînteia olvasása.
Egy 1982-83-ban végzett felmérés szerint a gyulai román gimnázium majdnem minden tanulója a Scînteia olvasója volt.